# Lac des Deux Montagnes
Der Lac des Deux Montagnes (wörtlich übersetzt „See der zwei Berge“) ist ein rund 150 km² großer See im Südwesten der kanadischen Provinz Québec. 

## Lage
Der See befindet sich westlich der Île de Montréal im Hochelaga-Archipel und bildet das Mündungsdelta des Ottawa.
Er besitzt vier Abflüsse: Der Rivière des Mille Îles im Nordosten und der Rivière des Prairies im Osten bilden die Île Jésus mit der Stadt Laval. An der Nordspitze der Île de Montréal strömen diese Flussarme zusammen und münden kurz danach in den Sankt-Lorenz-Strom. Zwei Flussarme des Ottawa fließen südwärts um die Île Perrot herum in den Lac Saint-Louis, einem See im Sankt-Lorenz-Strom; der geringe Höhenunterschied wird mit je einer Schleuse überwunden.
Am Nordufer des Sees, der vor allem bei Seglern beliebt ist, befinden sich das Dorf Oka und die Stadt Deux-Montagnes. 1612 nannte Samuel de Champlain den See zunächst Lac des Médicis, um 1632 Lac des Soissons. Seinen heutigen Namen erhielt er 1684. Dieser bezieht sich die zwei höchsten Gipfel des Hügelzugs Mont Oka am Nordufer.